# 실내 위치 추적 서비스
실내 위치 확인 시스템(Indoor Positioning System, IPS)은 실내에서 존재하는 이동 객체에 대한 위치를 측정하는 시스템을 말한다. 주로 건물 내에서 사용자의 위치를 파악하는 시스템이다. 이는 위성과 통신이 가능한 외부에서 주로 사용되는 GPS가 실내에서 작동하기 어려우며, 군사적이유 등으로 의도적인 오차를 두기에 오차범위가 큰 이유로 실내에서 세밀한 목적으로 사용하기에는 적합하지 않기 때문이다. 때문에 주로 와이파이, 블루투스, 자이로 센서 등의 기술로 위치를 연산하게 된다. 주로는 RSSI 방식의 위치 추론 방식과, TOA(Time of Arrival), TDOA(Time Difference Of Arrival), AOA(Angle Of Arrival) 방식 등의 알고리즘을 사용한다.

## 같이 보기
- Bluetooth Low Energy
- 추측 항법
- 지자기
- 구글 지도
- 가정 자동화
- 홈 네트워킹
- 위치 기반 서비스
- 실시간 위치추적 서비스
- 위치 측정 및 동시 지도화
- 길찾기
- WebGL